# August II Mocny

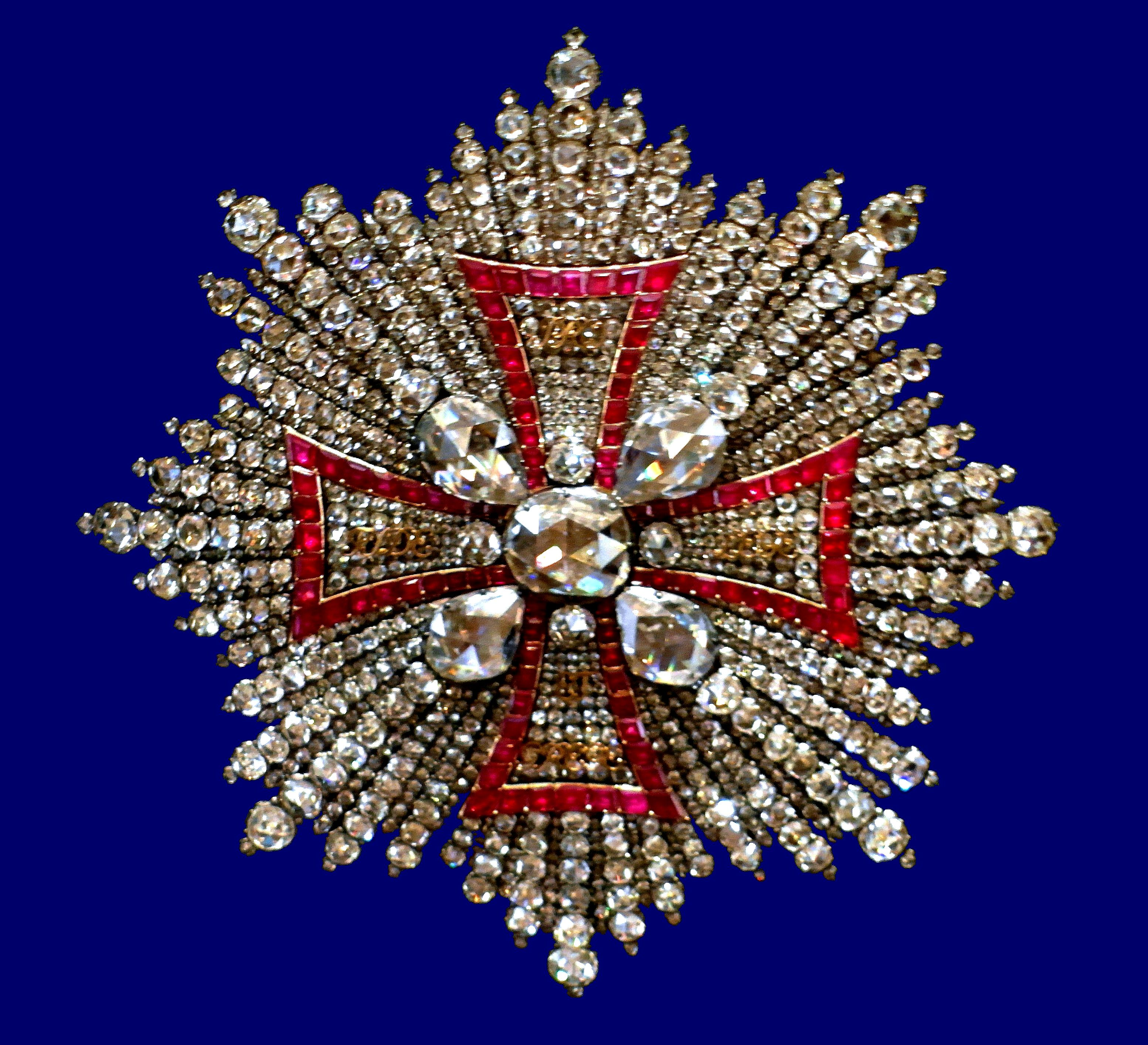
Gwiazda Orderu Orła Białego z królewskiego garnituru diamentowego Augusta II Mocnego (skradziona z Grünes Gewölbe w 2019 roku)

August II Mocny (niem. August II der Starke, in. August II Sas, ur. 12 maja?/22 maja 1670 w Dreźnie, zm. 1 lutego 1733 w Warszawie) – syn Jana Jerzego III Wettyna i Anny Zofii Oldenburg, od 1694 elektor Saksonii jako Fryderyk August I (Friedrich August I.), Wikariusz Świętego Cesarstwa Rzymskiego, w latach 1697–1706 i 1709–1733 elekcyjny król Polski; pierwszy król Polski z saskiej dynastii Wettynów. Jego przydomek jest zazwyczaj wiązany z jego nieprzeciętną siłą, dzięki której potrafił podobno zginać podkowy gołymi rękoma.
Z Łaski Bożej król Polski, wielki książę Litewski, Ruski, Pruski, Mazowiecki, Żmudzki, Kijowski, Wołyński, Podolski, Podlaski, Inflancki, Smoleński, Siewierski, Czernihowski oraz książę Saksonii, Jülich, Kleve, Bergu, Engern, Westfalii, arcymarszałek Świętego Cesarstwa Rzymskiego i książę elektor, landgraf Turyngii, margrabia Miśni oraz Górnych i Dolnych Łużyc, burgrabia Magdeburga, itd., itd.

## Życiorys

### Dzieciństwo i młodość
Był synem elektora Saksonii Jana Jerzego III Wettyna i Anny Zofii Oldenburg, córki Fryderyka III, króla Danii.
Wykształcenie uzupełniał odbyciem szeregu podróży po Niemczech, do Francji, Hiszpanii, Portugalii i Włoch.
W latach 1689–1693 brał udział w kampaniach wojennych przeciwko Francji nad Renem. W 1689 przeładowana prochem flinta urwała mu pierwszy człon kciuka lewej ręki.
W 1694 roku objął tron elektorski po swoim zmarłym bracie Janie Jerzym IV. Od 1695 do 1696 roku przeprowadził kampanię przeciwko Turcji, dowodząc połączoną armią cesarsko-saską na Węgrzech.

### Elekcja 1697 roku

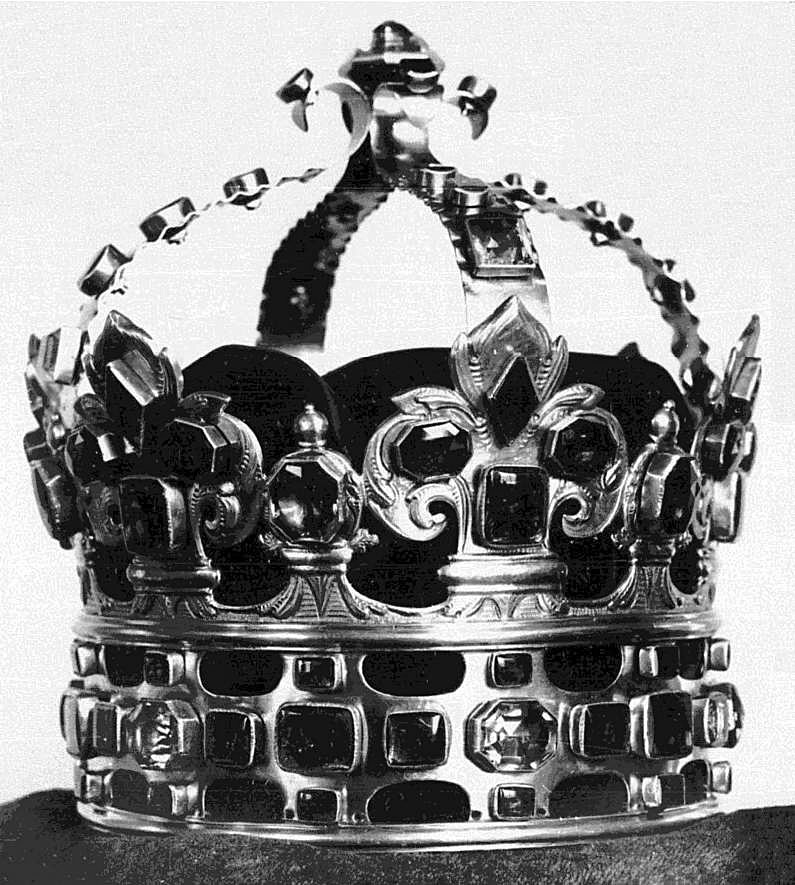
Zastępcza korona Augusta II Mocnego przechowywana w Rüstkammer w Dreźnie, fotografia z lat 30.

Jego starania o przyszłą koronę polską popierał cesarz Leopold I. Fryderyk August spisał swój program polityczny Jak Polskę przekształcić w kraj kwitnący i cieszący się szacunkiem u sąsiadów.
Pod koniec maja 1697 roku udał się na kurację do zamku Rauhenstein w Baden pod Wiedniem. 2 czerwca dopełnił tam potajemnej konwersji na katolicyzm, której przewodniczył jego krewny i konwertyta z 1693, kardynał Christian August, biskup węgierskiego Raab. Fryderyk August złożył egzamin z wiary rzymskiej przed ambasadorem cesarskim Johannem Philippem Lambergiem, który odegrał następnie istotną rolę podczas elekcji, i przed nuncjuszem papieskim Gianantoniem Davią. Zachował zwierzchność nad kościołem luterańskim w Saksonii, którą utrzymywał za pomocą Tajnej Rady. Przewodnictwo Corpus Evangelicorum na Sejmie Rzeszy sprawował w jego imieniu jego kuzyn Johann Georg, książę Sachsen-Weißenfels.

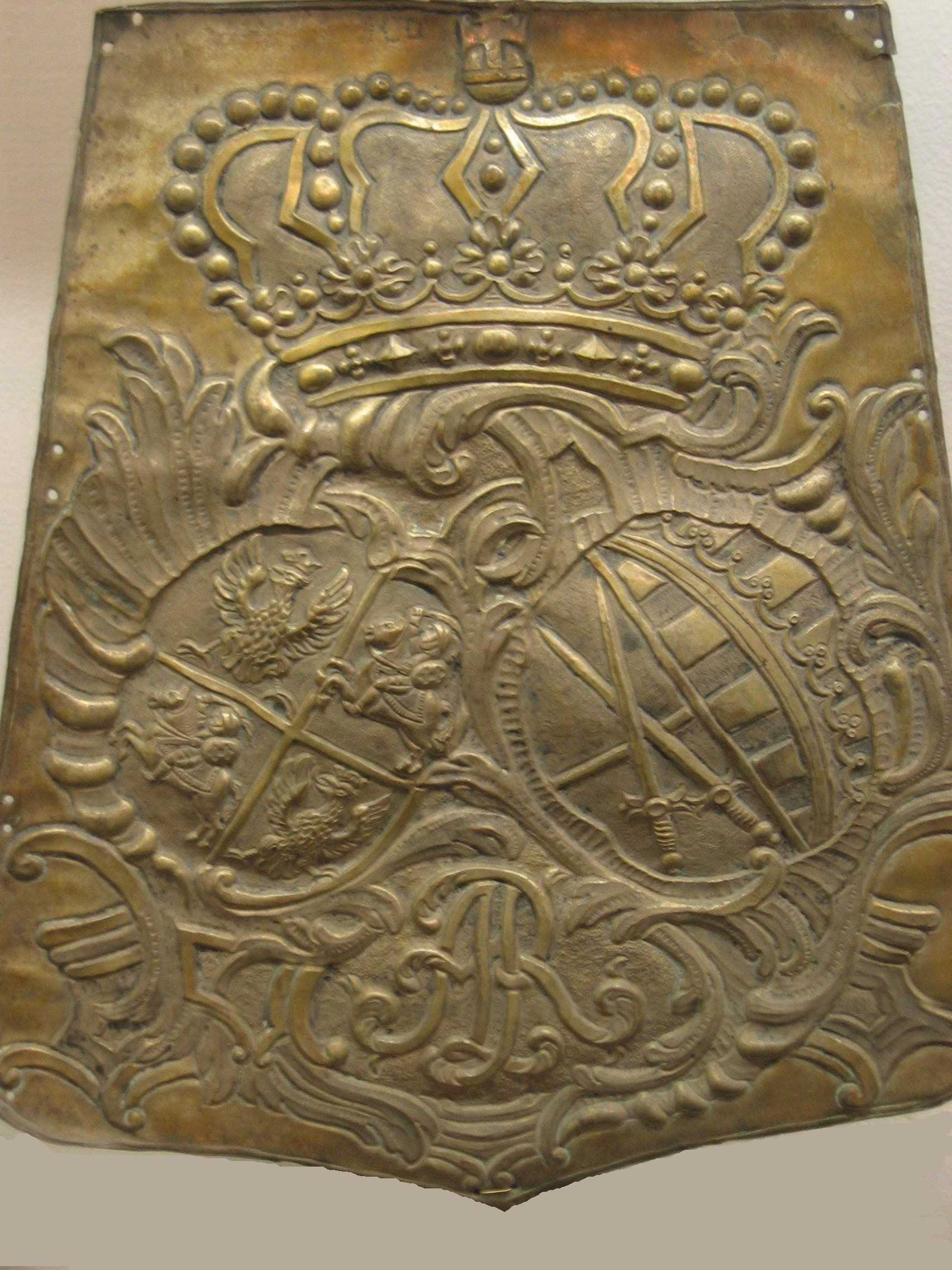
Herb Augusta II Mocnego z monogramem

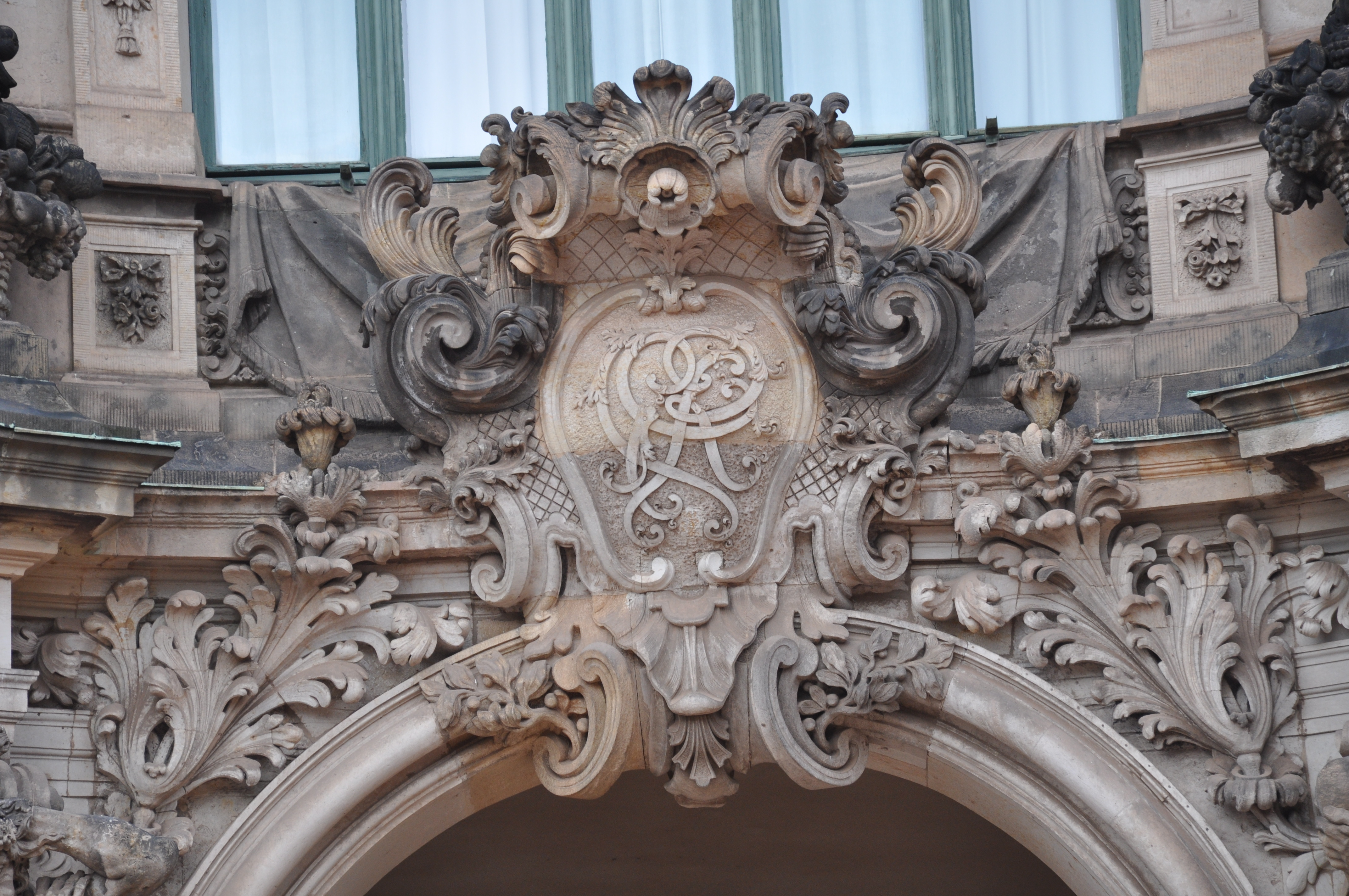
Monogram Augusta II na Pawilonie Wałowym Zwingeru w Dreźnie

Zabiegi Wettyna o elekcję na króla Polski sfinansowały domy bankowe Issachara Berenda Lehmanna i Samsona Wertheimera. Sympatię szlachty miało zjednać mu rozrzucenie na polu elekcyjnym egzemplarzy zaświadczenia o konwersji na katolicyzm wydanego przez nuncjusza. Mimo sukcesu w elekcji francuskiego księcia Contiego i ogłoszenia go 27 czerwca królem przez prymasa Radziejowskiego, Fryderyk August, ciesząc się poparciem Ligi Świętej, wykorzystał opóźniony przyjazd rywala do Polski, ruszając na Wawel i zjednując sobie po drodze coraz liczniejszą rzeszę szlachty. Opór napotkał dopiero u wrót Krakowa, gdzie wstępu odmówił mu starosta Franciszek Wielopolski – stronnik Contiego. Hojne obdarowanie starosty i jego małżonki rozwiązało ten problem, wnet jednak pojawił się następny. Ustawy sejmowe stanowiły, iż ceremonię koronacji przeprowadzić można było tylko przy użyciu insygniów przechowywanych w wawelskim skarbcu. Drzwi do skarbca zamknięte były na osiem zamków, do których osobne klucze miało siedmiu senatorów Rzeczypospolitej i jednocześnie wojewodów - krakowski, poznański, kaliski, wileński, trocki i sandomierski, kasztelan krakowski - oraz podskarbi koronny. Jako że sześciu z nich opowiadało się po stronie Contiego, drzwi nie można było otworzyć, ich wyważenie zaś poczytano by za świętokradztwo. Ostatecznie insygnia wyniesiono przez wybitą w murze dziurę, pozostawiając drzwi w stanie nienaruszonym. 15 września 1697 elektor zaprzysiągł pacta conventa i został – wobec odmowy dokonania koronacji przez prymasa Radziejowskiego – koronowany na króla Polski przez biskupa kujawskiego Stanisława Dąmbskiego w katedrze krakowskiej.
O sukcesie Wettyna zdecydowały: szybkie wkroczenie do Rzeczypospolitej, jego wcześniejsze przejście na katolicyzm, przekupienie części szlachty na sejmie elekcyjnym i sprzeciw cara Rosji Piotra I przeciwko kandydaturze francuskiego księcia Conti. Nad granicę litewską ściągnięto korpus wojsk rosyjskich kniazia Michaiła Grigoriewicza Romodanowskiego, którego obecność miała wymusić rezygnację z kandydatury francuskiej.
Conti we wrześniu 1697 r. przypłynął na czele eskadry 6 okrętów francuskich dowodzonych przez Jeana Barta na redę portu w Gdańsku. 9 listopada atak wojsk wiernych Augustowi II zmusił księcia Conti do opuszczenia jego kwatery w Oliwie i ostatecznego wycofania się z Rzeczypospolitej.
Zwolennicy Contiego zawiązali Rokosz łowicki, zerwali następnie pacyfikacyjny Sejm 1698. Dopiero Sejm 1699 uznał legalność Augusta stawiając warunki, których nowy władca nie zamierzał spełnić.

### Początek panowania w Rzeczypospolitej Obojga Narodów

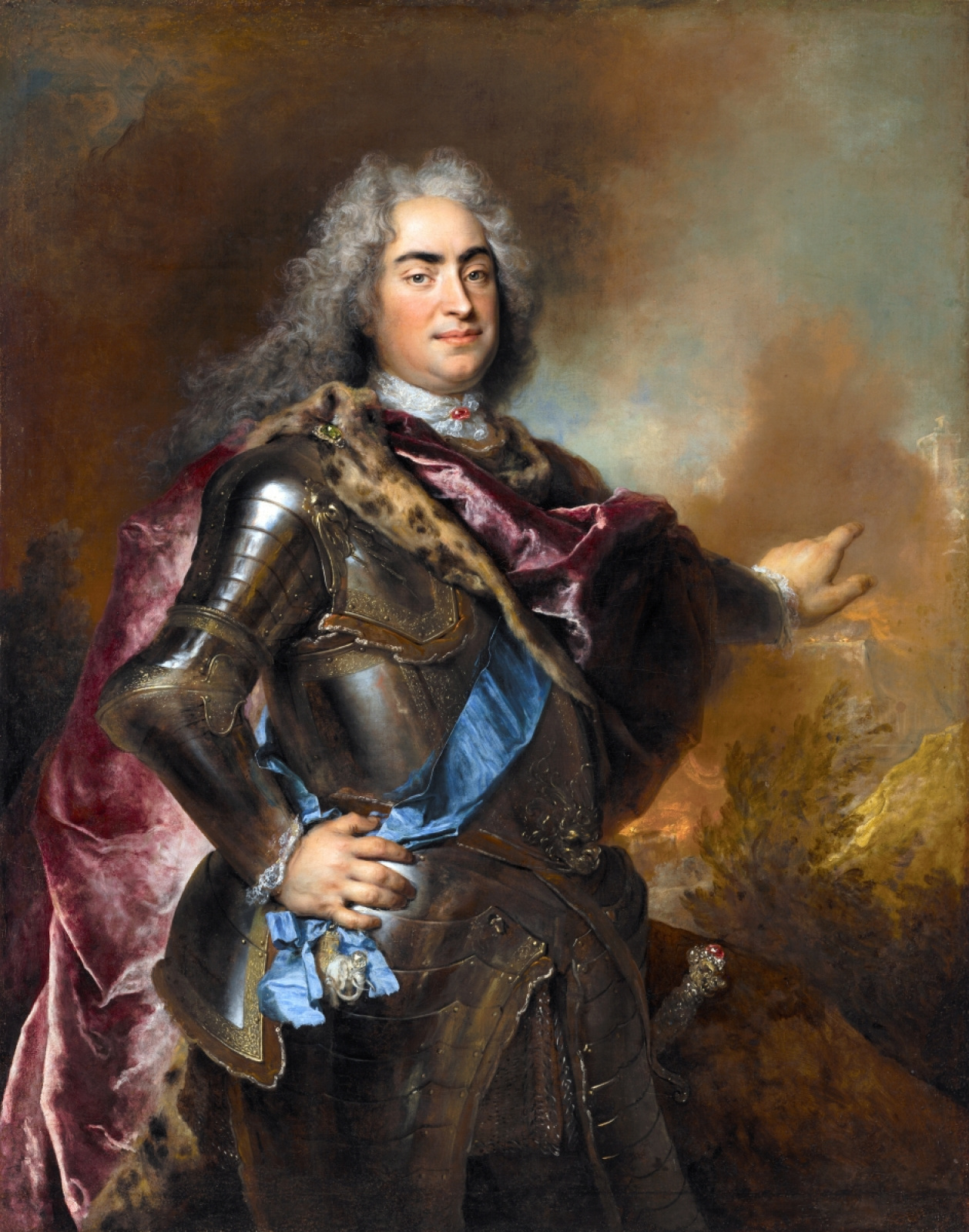
Nicolas de Largillière, Portret Augusta II Mocnego z około 1714-1715 roku

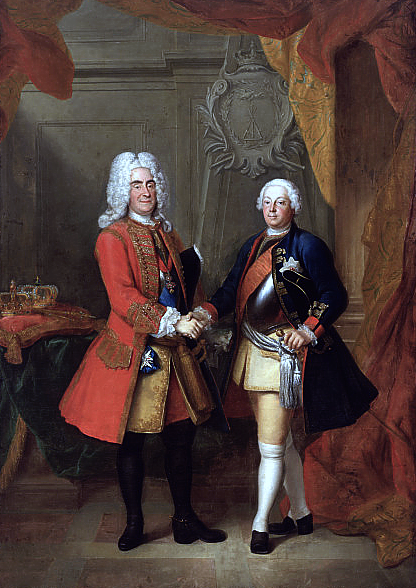
Louis de Silvestre, August II i Fryderyk Wilhelm I, portret z ok. 1730

W 1698 roku August II odbył tajną konferencję z Piotrem I w Rawie Ruskiej, gdzie omówiono plan wspólnej wojny zaczepnej przeciwko Szwecji. Król Polski rozpoczął z carem rosyjskim negocjacje traktatu o pomocy wzajemnej w razie buntu poddanych. 24 marca 1698 roku zawarł przymierze odporne z królem Danii Chrystianem V, gdzie obie strony zobowiązały się do wystawienia 8000 żołnierzy ku wzajemnej pomocy. Po śmierci Chrystiana V, August II Mocny zawarł 25 września 1699 roku sojusz zaczepno-odporny przeciw Szwecji z królem Danii Fryderykiem IV Oldenburgiem. 11 listopada 1699 roku zawarł sojusz zaczepno-odporny przeciw Szwecji z carem Piotrem I.
W czerwcu tego roku spotkał się w Jańsborku z elektorem brandenburskim Fryderykiem III Hohenzollernem, gdzie zezwolił mu na tymczasową okupację pruską Elbląga, w zamian za 150 tys. talarów. Pod koniec grudnia 1698 roku potwierdził zawarty dzięki mediacji wojsk saskich rozejm pomiędzy zbuntowaną szlachtą litewską, żądającą koekwacji – zrównania prawa litewskiego i polskiego a wszechwładnym na Litwie rodem Sapiehów.
Doprowadził do faktycznego rozwiązania wojsk Rzeczypospolitej. W oddziałach znajdowali się starcy, brakowało uzbrojenia i koni (na jeden pułk kawaleryjski przypadał jeden koń). W Polsce stacjonowała armia saska, utrzymująca porządek w kraju.
Swoje panowanie jednak rozpoczął od próby opanowania księstw naddunajskich, Mołdawii i Wołoszczyzny. Wyprawa podhajecka wykazała jednakże słabość wojsk Rzeczypospolitej i ich niechęć do współdziałania z wojskami saskimi. Jednak w zawartym z Imperium Osmańskim w styczniu 1699 roku pokoju w Karłowicach, Rzeczpospolita odzyskała Podole z twierdzą kamieniecką, utracone na rzecz Turcji w 1672, a młody król umocnił swą pozycję na tronie polskim.
1 marca 1700 roku wprowadził w Saksonii kalendarz gregoriański.
Zajmował się modnym wówczas okultyzmem i był różokrzyżowcem.

### Wojna północna i wojna domowa na Litwie

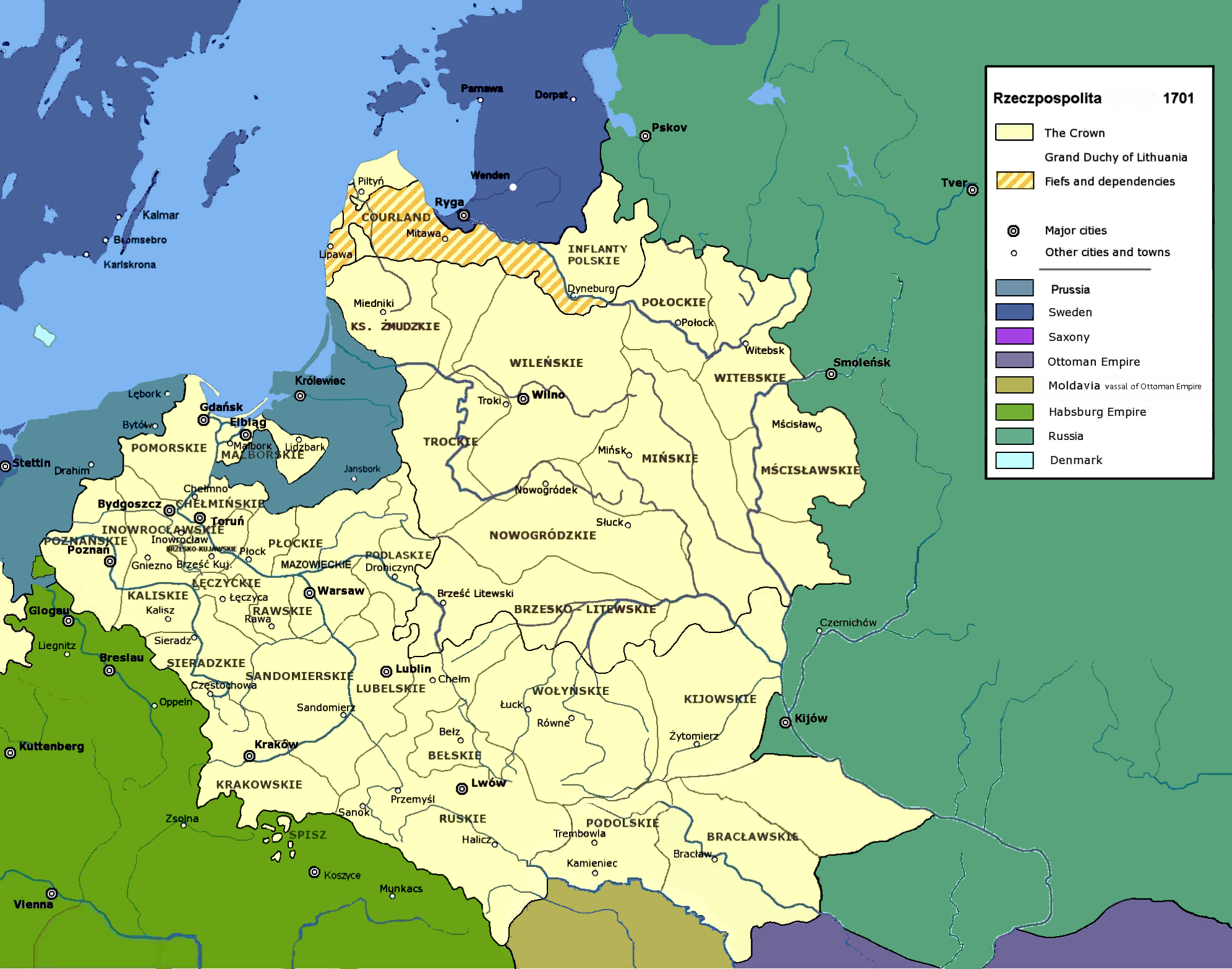
Rzeczpospolita w roku 1701

Od początku swojego panowania w Polsce August II Mocny zmierzał do uzyskania w obrębie terytorium Rzeczypospolitej obszaru, którym mógłby władać dziedzicznie. W myśl postanowień kapitulacji podpisanej ze szlachtą inflancką w 1699 roku zapewnił sobie władzę dziedziczną w Inflantach. Inicjatywą Augusta II było wznowienie w 1700 roku, w przymierzu Saksonii z Carstwem Rosyjskim, wojny ze Szwecją o Inflanty. Kraina ta, jako własna zdobycz dynastyczna Wettynów, przez odzyskanie jej dla Polski miała wzmocnić pozycję króla wobec szlachty i umożliwić mu zaprowadzenie rządów absolutystycznych. Wojska saskie próbujące zdobyć Rygę, największy port w regionie, zostały jednakże odparte przez Szwedów, którzy rozgromili również Rosjan oblegających Narwę (zob. bitwa pod Narwą). Następnie król szwedzki Karol XII pomaszerował ze swym wojskiem na Rzeczpospolitą, odnosząc w lipcu 1701 r. kolejne zwycięstwo nad wojskami saskimi nad Dźwiną. W Wielkim Księstwie Litewskim trwała akurat wojna domowa pomiędzy potężnym rodem magnackim Sapiehów, a pomniejszymi magnatami i szlachtą litewską, która w pospolitym ruszeniu w bitwie pod Olkienikami pod Wilnem 18 listopada 1700 r. rozgromiła wojska Sapiehów, po czym ich majątki zostały rozgrabione i przejęte przez zwycięzców. Hetman wielki litewski Kazimierz Jan Sapieha i jego stronnicy oddali się więc pod opiekę Karola XII; on żądał tylko jednego: detronizacji Augusta II. W końcu lutego 1701 roku król spotkał się z Piotrem I w Birżach, gdzie obaj władcy oddali się kilkudniowej pijatyce, po czym urządzili zawody strzelania z armat, które wygrał król Polski. Zobowiązali się nie występować samodzielnie z sojuszu i nie zawierać pokoju separatystycznego ze Szwecją. Car ofiarował Augustowi II znaczną sumę w złocie i obiecał przysłać mu 8 tysięczny korpus wojsk rosyjskich. Ze swojej strony Sas zobowiązał się za wszelką cenę wciągnąć Rzeczpospolitą do wojny, wykorzystując w tym celu obiecane przez Piotra I 200 tysięcy rubli w złocie na przekupienie senatorów.
Zaangażowany w wojnie o dalekie Inflanty król August jakby nie zauważył i nie zareagował, gdy w styczniu 1701 roku Brandenburgia-Prusy przekształciły się w Królestwo Pruskie, którego królem mianował się (w Królewcu, jako „Król w Prusach”) dotychczasowy elektor brandenburski, Fryderyk III. Zadeklarował on wprawdzie utrzymanie istniejących traktatów i polskich praw do Prus. Późniejsze poczynania państwa pruskiego miały głęboko zaważyć na losach Rzeczypospolitej i Europy.
W serii krwawych bitew Szwedzi rozgromili siły Rzeczypospolitej, opanowując prawie cały kraj. 19 lipca 1702 r. pokonali Polaków i Sasów w bitwie pod Kliszowem, 2 maja 1703 roku w bitwie pod Pułtuskiem. Do sierpnia 1702 r. Szwedzi opanowali wszystkie centralne dzielnice Korony z Warszawą, Poznaniem, Krakowem. W czerwcu 1703 roku August II zwołał sejm nadzwyczajny do Lublina, gdzie musiał stawić czoło silnej opozycji, niezadowolonej z jego rządów. Król otwarcie wystąpił przeciwko przywódcy opozycji prymasowi Michałowi Radziejowskiemu, nakazał też porwanie królewiczów Jakuba i Konstantego Sobieskich.
W październiku 1703 roku zawarł traktat subsydiarny z carem Rosji Piotrem I, uzyskując jednorazowo 300 000 rubli i 12 tysięczny rosyjski korpus posiłkowy. Cała transakcja zachowana była w tajemnicy, a udzielone subsydium przedstawiano jako sześcioprocentową pożyczkę ubezpieczoną gwarancjami i zastawami.
Opozycyjne w stosunku do króla Augusta II kręgi szlachty zawiązały wówczas zbrojną konfederację w Warszawie, zaś na zjeździe w styczniu 1704 roku ogłoszono detronizację Augusta II. Wykorzystał to niezwłocznie Karol XII i wyszukał sobie nowego króla Polski w osobie młodego wojewody poznańskiego, Stanisława Leszczyńskiego, po czym 12 lipca 1704 roku sejm elekcyjny w postaci niewielkiego zgromadzenia szlachty, w otoczonym przez wojska szwedzkie Arvida Horna obozie podwarszawskim, dokonał jego formalnego wyboru na króla polskiego. Po odbiciu Warszawy August II aresztował biskupa poznańskiego Mikołaja Święcickiego, który ogłosił królem Leszczyńskiego, uprowadzając go do Saksonii i osadzając w Budziszynie.

### Abdykacja
Dotychczasowy król Polski, August II, nie miał jednak zamiaru abdykować. 29 stycznia 1704 roku doprowadził do zawiązania konfederacji sandomierskiej, grupującej jego zwolenników, ogłosił pospolite ruszenie obronne i 30 sierpnia, w Narwie zawarł w imieniu Rzeczypospolitej traktat sojuszniczy z Rosją, od tego momentu Polska była formalnie w stanie wojny ze Szwecją. W kraju zaczęła rozwijać się wojna domowa pomiędzy zwolennikami saskiego Augusta II i St. Leszczyńskiego. Augustowi udało się odbić Warszawę, jednak już po dwóch miesiącach wycofał się do Saksonii. W 1705 roku powrócił do Polski, odbył nawet tzw. radę grodzieńską, na której uzyskał powszechne poparcie większości senatorów. 13 lutego 1706 roku spóźnił się na plac boju i poniósł klęskę w bitwie pod Wschową.
Gdy Szwedzi zagrozili całkowitym podbojem elektoratu Saksonii, August II Mocny zrzekł się korony polskiej na rzecz Stanisława Leszczyńskiego we wrześniu 1706 r. na mocy pokoju w Altranstädt. Jeszcze w piątym tygodniu po zawarciu rozejmu, 29 października 1706 armia Augusta II pokonała Szwedów w bitwie pod Kaliszem.
Po złożeniu korony polskiej August wziął udział w wojnie o sukcesję hiszpańską, walczył w armii austriackiej księcia Eugeniusza Sabaudzkiego, brał udział w oblężeniu Lille.
Dopiero po rocznej okupacji i eksploatacji części Saksonii Karol XII zdecydował się na rozprawę z Rosją i w 1708 r. poprowadził swe armie na wschód. Lecz tam Szwedzi ponieśli 8 lipca 1709 roku wielką klęskę w bitwie pod Połtawą. Rozpoczęli wtedy szybki odwrót również z terenów Rzeczypospolitej, a wraz z nimi emigrowali ich poplecznicy i zwolennicy Stanisława Leszczyńskiego.

### Powrót do Polski
W tej sytuacji August II Mocny w 1709 roku wrócił do kraju, jakby zapominając, że kilka lat wcześniej zrzekł się w uroczystym ślubowaniu polskiej korony królewskiej. Zaczął swe nowe rządy od zawarcia z Piotrem I traktatu w Toruniu 20 października 1709 r. Car zobowiązał się utrzymać go swoją potęgą na tronie polskim:  ...i zarówno udzielać mu pomocy wojskowej, jak iść mu zawsze na rękę w Rzeczypospolitej Polskiej dobrem i usługami.
Nie spotkało się to bynajmniej z życzliwym przyjęciem społeczności szlacheckiej, żądającej opuszczenia kraju zarówno przez wojska saskie, jak i wojska rosyjskie. Z drugiej strony uaktywniła się groźba zbrojnej ingerencji Turcji, prowokowanej do niej przez Karola XII i licznych zwolenników Leszczyńskiego, przebywających w Konstantynopolu. Rzeczpospolita nie dysponowała odpowiednimi siłami, by odeprzeć ewentualną agresję turecką, więc był to dodatkowy argument, obok zagrożenia szwedzkiego, za obecnością wojsk rosyjskich w Polsce. Istotnie sułtan Ahmed III wypowiedział wojnę Rosji, zakończoną zwycięstwem Turcji i podpisaniem traktatu pruckiego w 1711, w którym car Piotr I zobowiązał się do wycofania wojsk rosyjskich z Polski i niemieszania się więcej w wewnętrzne sprawy Rzeczypospolitej (czego nie dotrzymał).

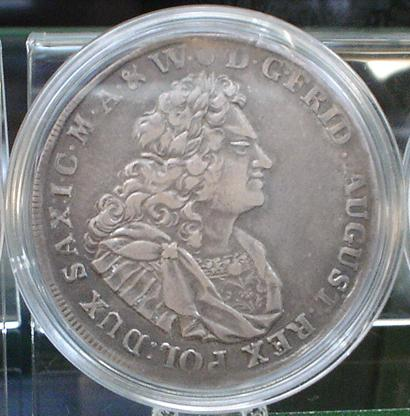
Talar Augusta II Mocnego z 1713, mennica w Dreźnie

18 listopada 1711 roku August II zawarł układ z królem duńskim Fryderykiem IV w sprawie podziału Pomorza Szwedzkiego, które zdobył na czele wojsk saskich. W 1713 roku był skłonny przystąpić do wielkiej koalicji antyrosyjskiej, jednak wobec słabości swojej pozycji w Rzeczypospolitej pozostał sojusznikiem cara.
W tym też roku król nakazał aresztowanie i osadzenie w twierdzy Königstein przywódcy spisku detronizacyjnego Jana Stanisława Jabłonowskiego, który zamierzał sprowadzić interwencję turecko-tatarską na Rzeczpospolitą.

### Konfederacja tarnogrodzka
Dla utrzymania swej władzy w kraju, zagrożonej przez stronników Leszczyńskiego i coraz silniejsze stronnictwo prorosyjskie, wprowadził do Polski wojska saskie. Wywołało to ostry sprzeciw szlachty, która widziała w tym próbę zaprowadzenia absolutyzmu w Rzeczypospolitej. W 1715 r. zawiązała ona antysaską konfederację tarnogrodzką, domagającą się wycofania Sasów.
W październiku 1716 r. August II spotkał się w Gdańsku z Piotrem I, zabiegał tam o pomoc rosyjską w sporze z polską szlachtą. Jednocześnie w sierpniu rozpoczął w Lublinie pertraktacje z konfederatami. Wobec ich fiaska zgodził się na wprowadzenie wojsk rosyjskich do Rzeczypospolitej.

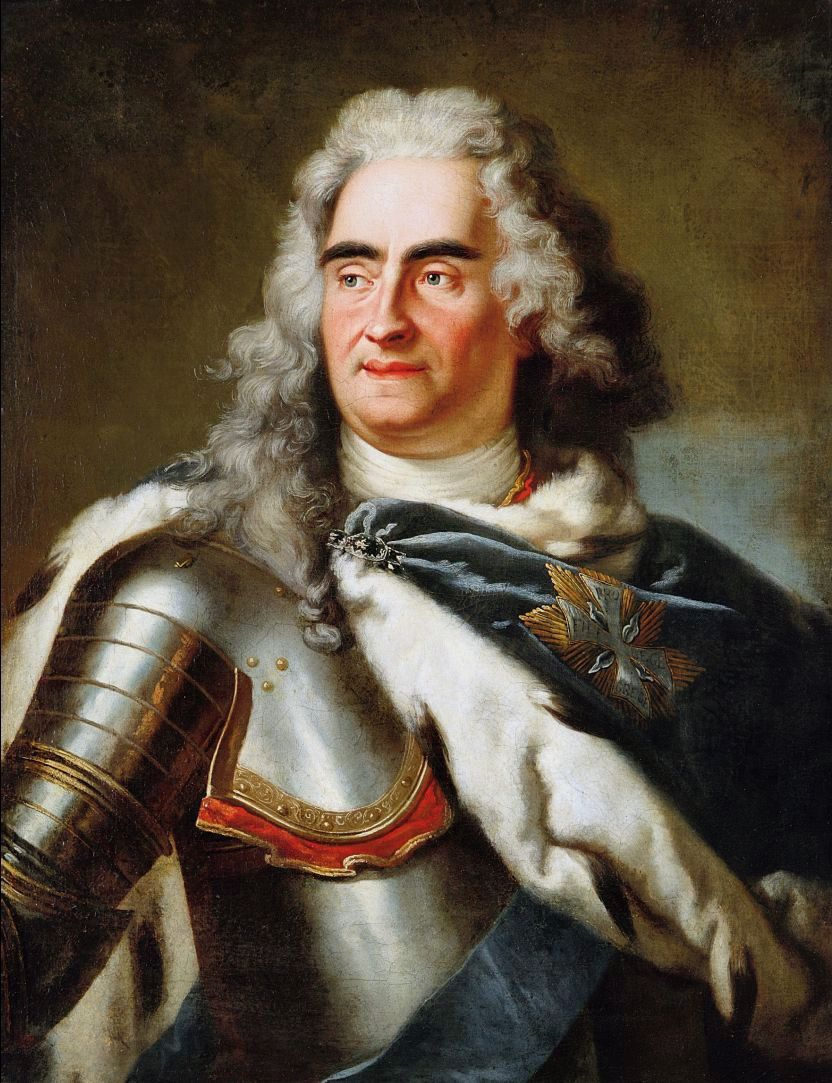
Louis de Silvestre, Portret Augusta II Mocnego z ok. 1718

Piotr I wypełniał obowiązki mediatora pomiędzy królem i szlachtą za pośrednictwem Grzegorza Dołgorukowa. 6 listopada 1716 roku doszło do zawarcia porozumienia w Warszawie, potwierdzonego przez Sejm Niemy, który odbył się 1 lutego 1717 roku. Przyjęto na nim uchwały o wyjściu wojsk saskich z Rzeczypospolitej, ograniczeniu kompetencji hetmanów, ustaleniu liczby wojska tylko na 24 tys. żołnierzy, a także zatwierdzono dotychczasowe przywileje szlachty. Król i szlachta stanowczo odrzucili próbę Piotra I objęcia rosyjską gwarancją postanowień układu warszawskiego.
W 1719 roku August II próbował emancypacji i zawarł w Wiedniu traktat sojuszniczy z Austrią i Wielką Brytanią i zażądał stanowczo wyjścia z Rzeczypospolitej także wojsk rosyjskich, co faktycznie wkrótce nastąpiło. Na dwóch sejmach w 1720 roku plany Augusta II zostały sparaliżowane przez podsycaną przez Prusy i Rosję opozycję szlachecką. Wobec tego król postanowił przeprowadzić rozbiór Rzeczypospolitej. Jego nadworni bankierzy Lehmann i Meyer rozpoczęli sondowanie opinii dworów europejskich w tej sprawie, jednak Piotr I udaremnił ten plan.
W 1729 decyzją króla założono w Dreźnie Kompanię Grandmuszkieterów, będącą pierwszą polską szkołą oficerską. Jej szefem został sam król, a komendantem został mianowany Aleksander Jakub Lubomirski. W 1730 została przeniesiona do Warszawy. Miała za zadanie szkolić kadrę oficerską lojalną wobec Wettynów, jednakże została rozwiązana już w 1733 po śmierci króla.

### Sprawy wyznaniowe

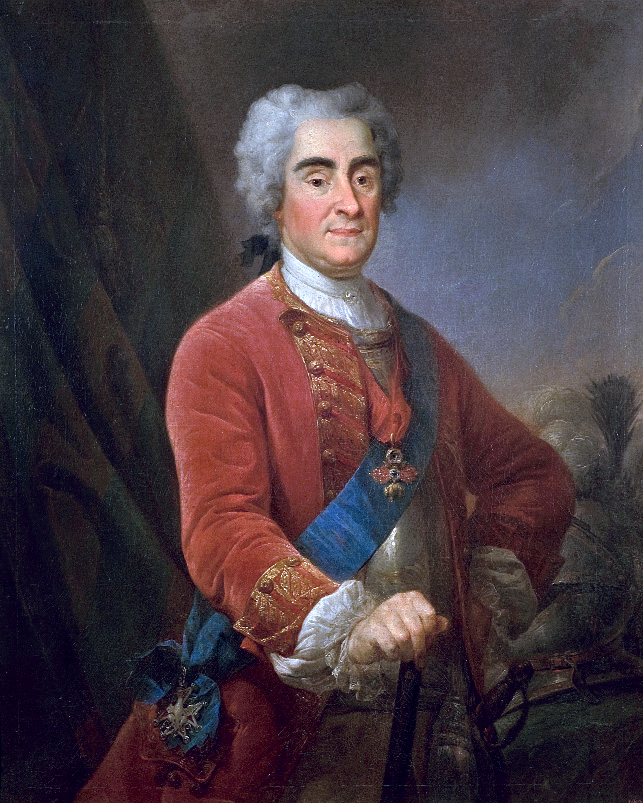
Marcello Bacciarelli, Portret Augusta II Mocnego z około 1768-1771 roku

Nastawienie Augusta II do religii jest przedmiotem sporów w historiografii, nie zachowały się deklaracje samego władcy na ten temat. Wytworzyło się przekonanie, że przywiązywał niewielką wagę do wyznania. Jego żona Krystyna Eberhardyna pozostała protestantką, co miało wywołać konflikt między małżonkami na tle wychowywania syna, przyszłego Augusta III, w duchu katolicyzmu. 
W 1707 nuncjusz Giulio Piazza doniósł papieżowi Klemensowi XI, że August II porzucił katolicyzm. Oskarżenia o apostazję powtarzały się w Rzymie w okresie panowania monarchy.
W latach 1715–1726 miała miejsce sprawa Zygmunta Unruga, brata czeskiego skazanego przez Trybunał Główny Koronny na śmierć za rzekome bluźnierstwo, zakończona uniewinnieniem.
W 1717 po śmierci swojej matki, Anny Zofii duńskiej, król ogłosił konwersję syna i następcy tronu Augusta na katolicyzm, która miała miejsce jeszcze w 1712 w Bolonii na terenie Państwa Kościelnego.
28 listopada 1720 August II wydał pod wpływem zabiegów cara Piotra I przywilej potwierdzający swobody dyzunitom i przywracający biskupstwo prawosławne w Mohylewie.
16 lipca 1724 r. w Toruniu doszło do tzw. tumultu toruńskiego. Tłum protestantów zdemolował wówczas kolegium jezuickie, profanując kaplicę i święte obrazy. Sąd asesorski wymierzył wówczas karę śmierci protestanckim burmistrzom miasta i 10 uczestnikom zajść. W czasie procesu król August II celowo podsycał antyprotestanckie nastroje i odmówił okazania łaski skazanym, licząc, że oburzone na surowe wyroki państwa ościenne pozwolą mu wprowadzić rządy absolutystyczne. Jego nadzieje były płonne, za to za jego panowania ograniczono prawa polskich ewangelików, rugując w 1718 roku z Izby Poselskiej ostatniego posła ewangelickiego (kalwińskiego) Andrzeja Kromno Piotrowskiego. Dla państw niekatolickich stało się to wygodnym pretekstem do krytykowania Rzeczypospolitej za nietolerancję, w czasach gdy w Europie praktycznie nigdzie nie istniała tolerancja wyznaniowa i religijna.
August II był krytykowany przez duchownych luterańskich w Saksonii za osłabienie tego wyznania zarówno w kraju pochodzenia, jak i w Rzeczypospolitej.

### Polityka zagraniczna
W czerwcu 1730 roku manifestacyjnie zbliżył się do Prus, przeprowadzając wraz z królem pruskim Fryderykiem Wilhelmem I przegląd wojsk pod Mühlbergiem. 25 maja 1732 roku podpisał wymierzoną w Austrię konwencję francusko-saską, co spowodowało podpisanie 13 września tego roku porozumienia rosyjsko-austriackiego, zwanego traktatem Loewenwolda, w którym państwa te zobowiązywały się uniemożliwić sukcesję w Rzeczypospolitej Wettynów i Stanisława Leszczyńskiego, zamierzając poprzeć do korony polskiej kandydaturę infanta portugalskiego Don Emanuela. Sama Rzeczpospolita też poczuła się zagrożona i prymas Teodor Potocki podpisał 23 listopada 1732 traktat sojuszniczy z Austrią, będący odnowieniem sojuszu z 1677.

### Skutki wojen

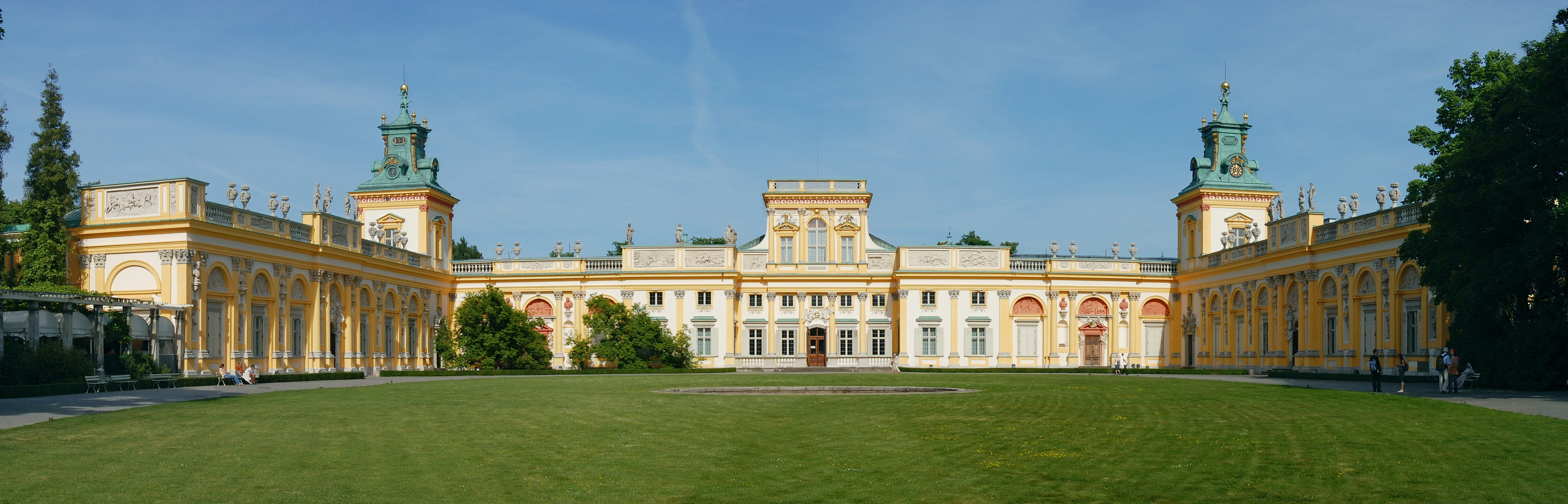
Pałac w Wilanowie, rezydencja Augusta II Mocnego w latach 1730–1733.

Po III wojnie północnej Rzeczpospolita do lat 90. XVIII w. nie prowadziła już żadnych poważniejszych wojen zewnętrznych. Okres ten bynajmniej nie został wykorzystany na rozwój i umocnienie państwa. W kraju cały czas trwał kryzys władzy, polegający na dążeniu rodów magnackich do rządzenia w swych posiadłościach i województwach we własnym zakresie. Niektóre z nich, np. Sapiehowie, czy Radziwiłłowie herbu Trąby na Litwie, miały nawet własne odrębne prawo, wojsko, skarb i urzędy. Szermując hasłami tradycyjnych wartości i wolności szlacheckiej, szlachta wiodła zaciekłe spory i walkę o władzę, wyżywała się w zajazdach, rokoszach i konfederacjach. August II Mocny był pierwszym królem Polski, który nie sprzedawał urzędów i starostw.

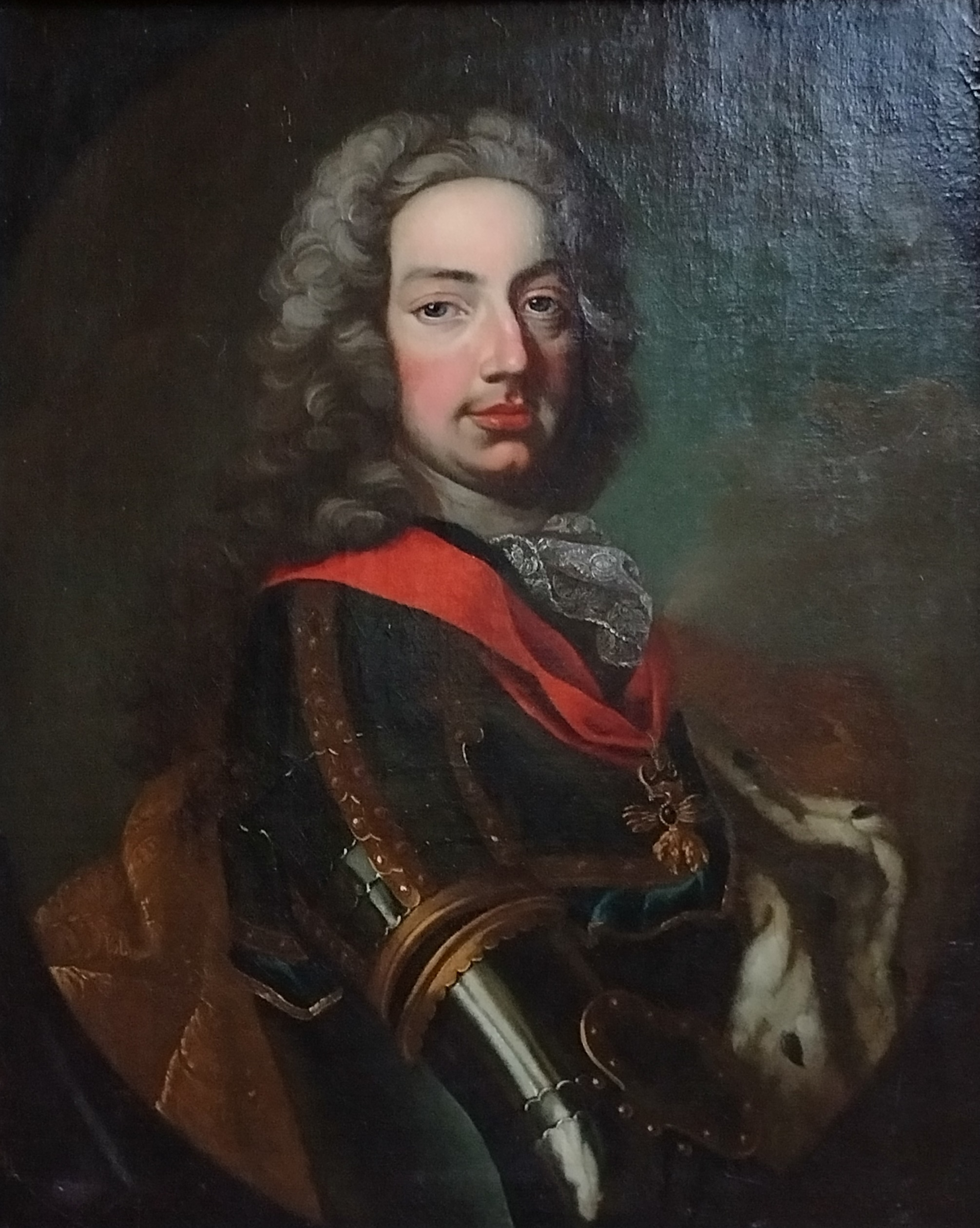
Portret króla polskiego Augusta II. Płótno, olej. Nieznany artysta con. XVIII – wcześnie XIX wiek. Tarnopolskie Obwodowe Muzeum Krajoznawcze

Nastąpił jedynie pewien rozwój w zakresie rzemiosła, wspartego przez saskich rzemieślników, kultury oraz budownictwa sakralnego i rezydencji magnackich. Wiele z nich wzorowało się na wystawionym przez Augusta II w stylu rokoko Pałacu Saskim w Warszawie z Ogrodem Saskim, ozdobionym rzeźbami i altanami. Ogród Saski był od 1727 roku pierwszym publicznym parkiem w Polsce. Pałac Saski w Warszawie był głównym elementem, pierwszego od czasów lokacji, założenia urbanistycznego Warszawy zwanego Osią Saską. August II zwołał w styczniu 1733 roku sejm do Warszawy. Król wsiadając do karety na podróż, uderzył się znienacka o lędźwie, na które chorował ciężko w Białymstoku, przed sześciu laty, kiedy jechał na Sejm Grodzieński i u Branickiego w pałacu podarował Annie Orzelskiej Pałac Błękitny. Zestarzała rana przez to uderzenie odnowiła się – powstało zapalenie i Król August Mocny umarł z tego…
Z rąk króla Augusta II Mocnego prawa miejskie otrzymały m.in. Okopy Świętej Trójcy, Kuty, Kałuszyn, Suwałki i Biała Krakowska.

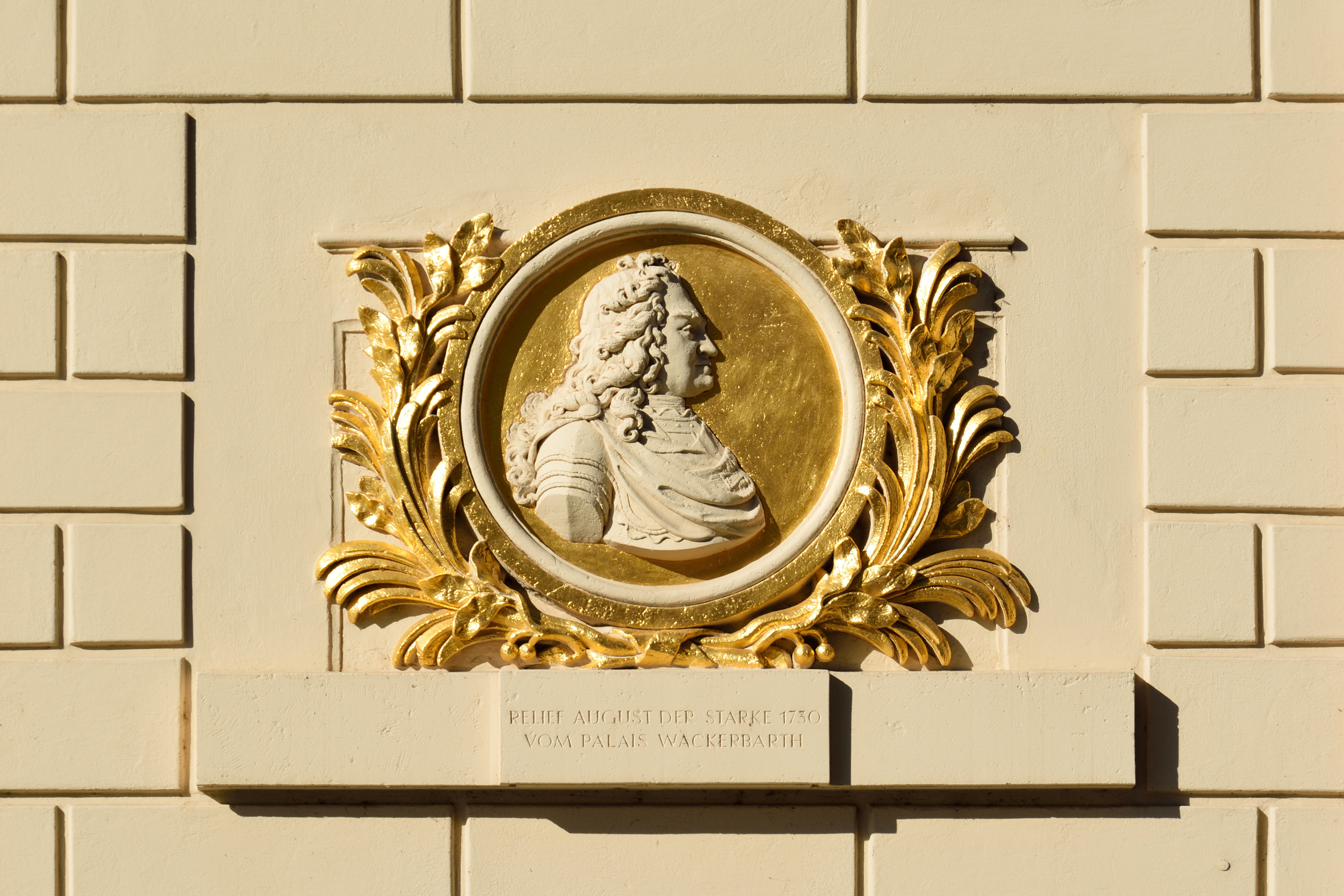
Płaskorzeźba z wizerunkiem Augusta II na ścianie Johanneum w Dreźnie

Za panowania Augusta II rozkwitło Drezno, które król uczynił królewsko-polskim miastem rezydencjonalnym oraz ośrodkiem kultury i sztuki rangi europejskiej. Zarządził przebudowę zamku drezdeńskiego po pożarze z 1701, a następnie także budowę nowej rezydencji królewskiej Zwinger. Po jego zarządzeniach w Dreźnie założono Szkołę Łacińską (w 1709), funkcjonującą do dziś jako Gimnazjum św. Benona, cmentarz katolicki (1720), Kompanię Grandmuszkieterów (1729) oraz nowe muzea (1717–1720). Rozpoczęto także budowę kościoła dworskiego, ukończoną za panowania jego syna Augusta III. W Miśni na mocy jego dekretu z 23 stycznia 1710 założono Królewsko-Polską i Elektorsko-Saską Manufakturę Porcelany, będącą pierwszą manufakturą porcelany w Europie. Nakazał także wykonanie precyzyjnych pomiarów odległości, które umożliwiły ustawienie od 1722 w wielu miejscowościach ok. 300 słupów dystansowych i 1200 kamieni milowych, usprawniających transport i administrację saską. W 1723 zakupił posiadłość w Großsedlitz koło Drezna, a następnie po rozbudowie zorganizował tu po raz pierwszy święto nadania Orderu Orła Białego, który ustanowił w 1705 na zamku w Tykocinie na Podlasiu. Rozbudował także pałace w Pillnitz i Moritzburg koło Drezna.

### Śmierć

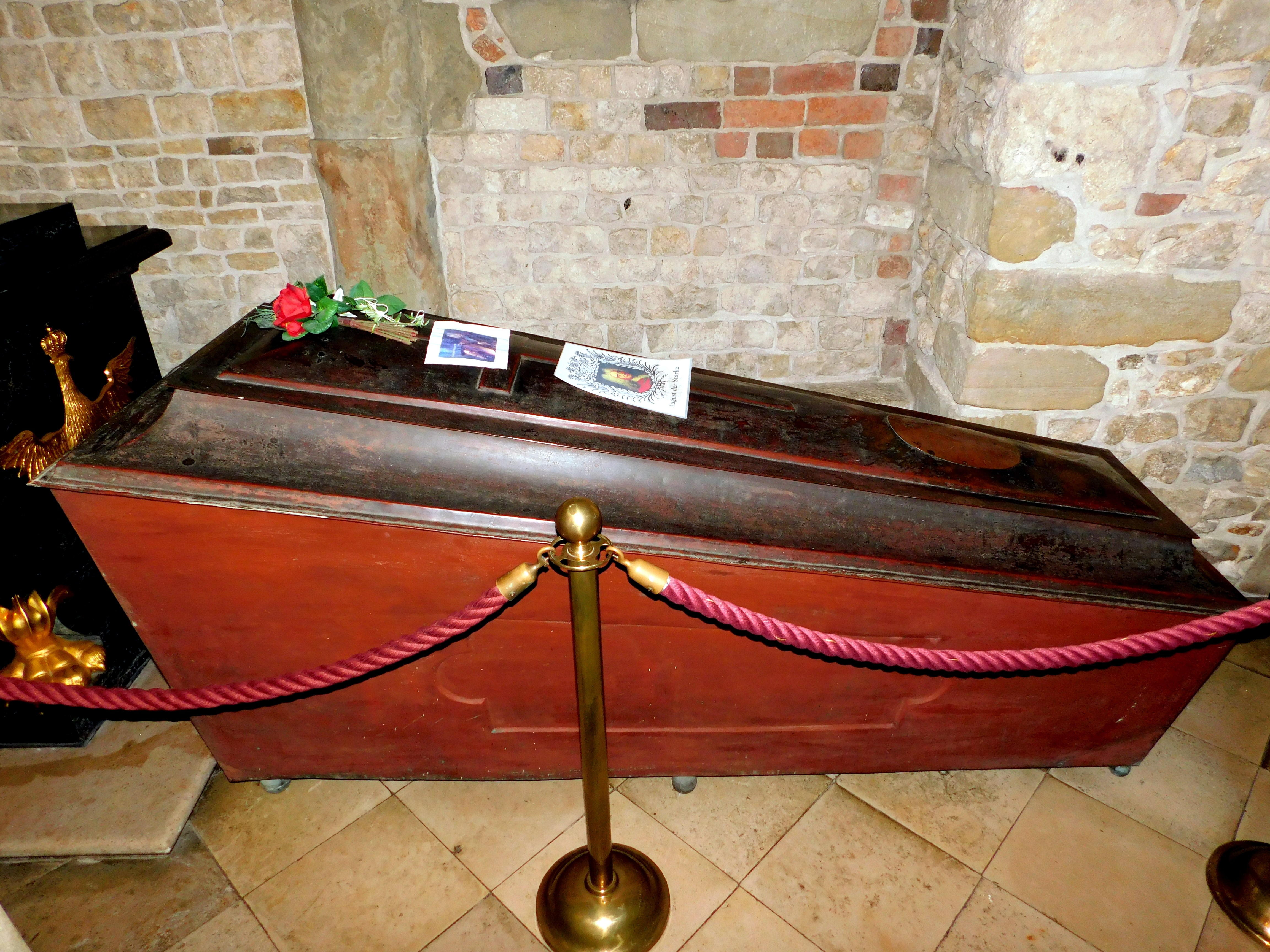
Sarkofag Augusta II Mocnego w katedrze wawelskiej, tymczasowo ustawiony w krypcie św. Leonarda na czas remontu krypty jagiellońskiej

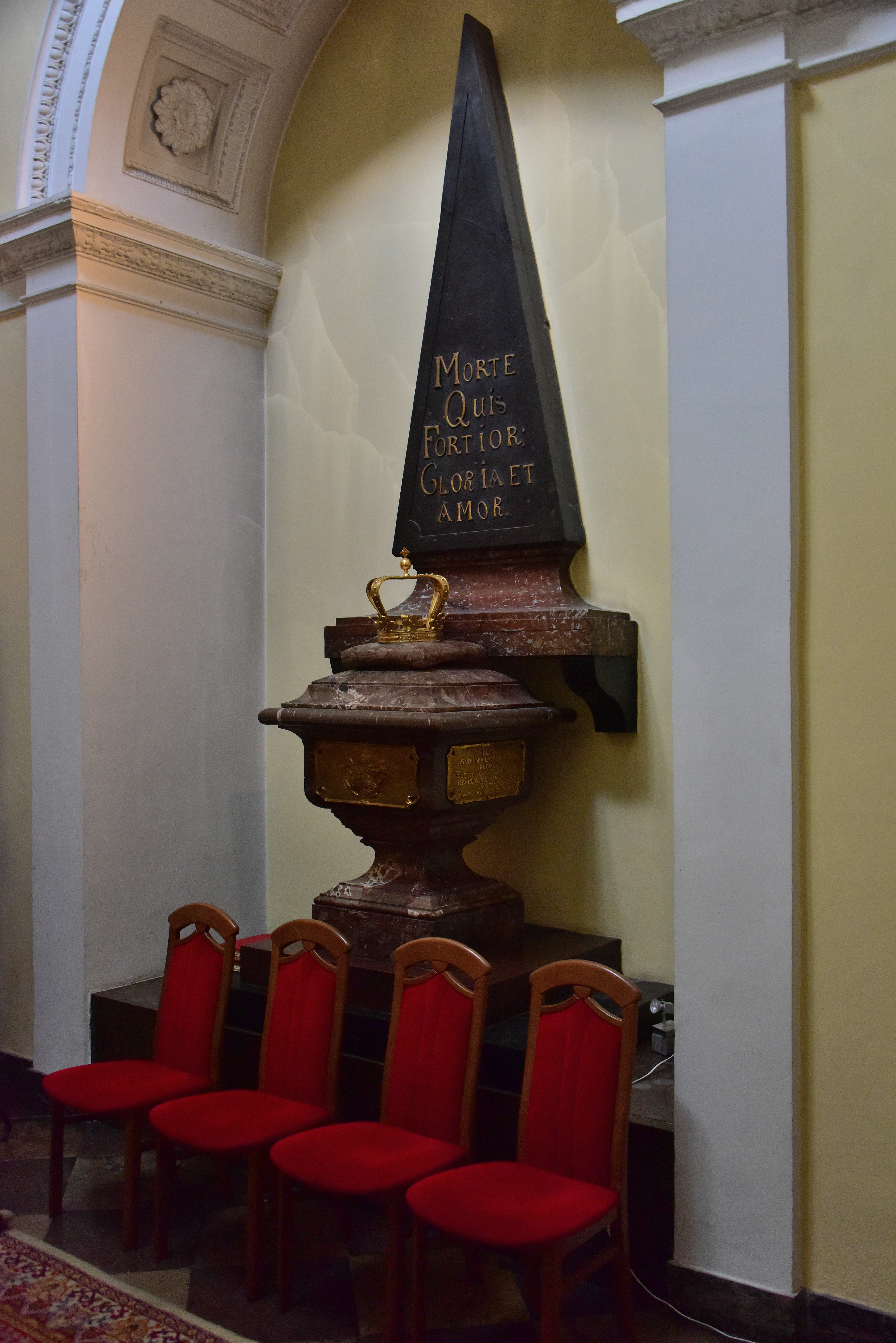
Urna z wnętrznościami Augusta II Mocnego w kościele kapucynów w Warszawie

Pijaństwo i hulaszcze życie złamało organizm Augusta II Mocnego. Zmarł na Zamku Królewskim w Warszawie o godzinie 4:00 1 lutego 1733 roku, wśród wielkich cierpień, przeklinając Polskę i doradców, którzy go do niej sprowadzili, oraz żebrząc o litość. Ostatnie jego słowa to: Całe moje życie było jednym nieprzerwanym grzechem, Boże zlituj się nade mną. U króla wystąpiła tzw. stopa cukrzycowa. W wyniku przeprowadzonej amputacji w ranę wdała się gangrena, która spowodowała prawdopodobnie infekcję i sepsę. Aż do godziny 16:00 następnego dnia śmierć króla utrzymywano w tajemnicy.
August został pochowany w katedrze krakowskiej, wnętrzności króla złożono w kościele Kapucynów w Warszawie, natomiast jego serce spoczęło w kościele dworskim w Dreźnie.

## Ordery i upamiętnienie

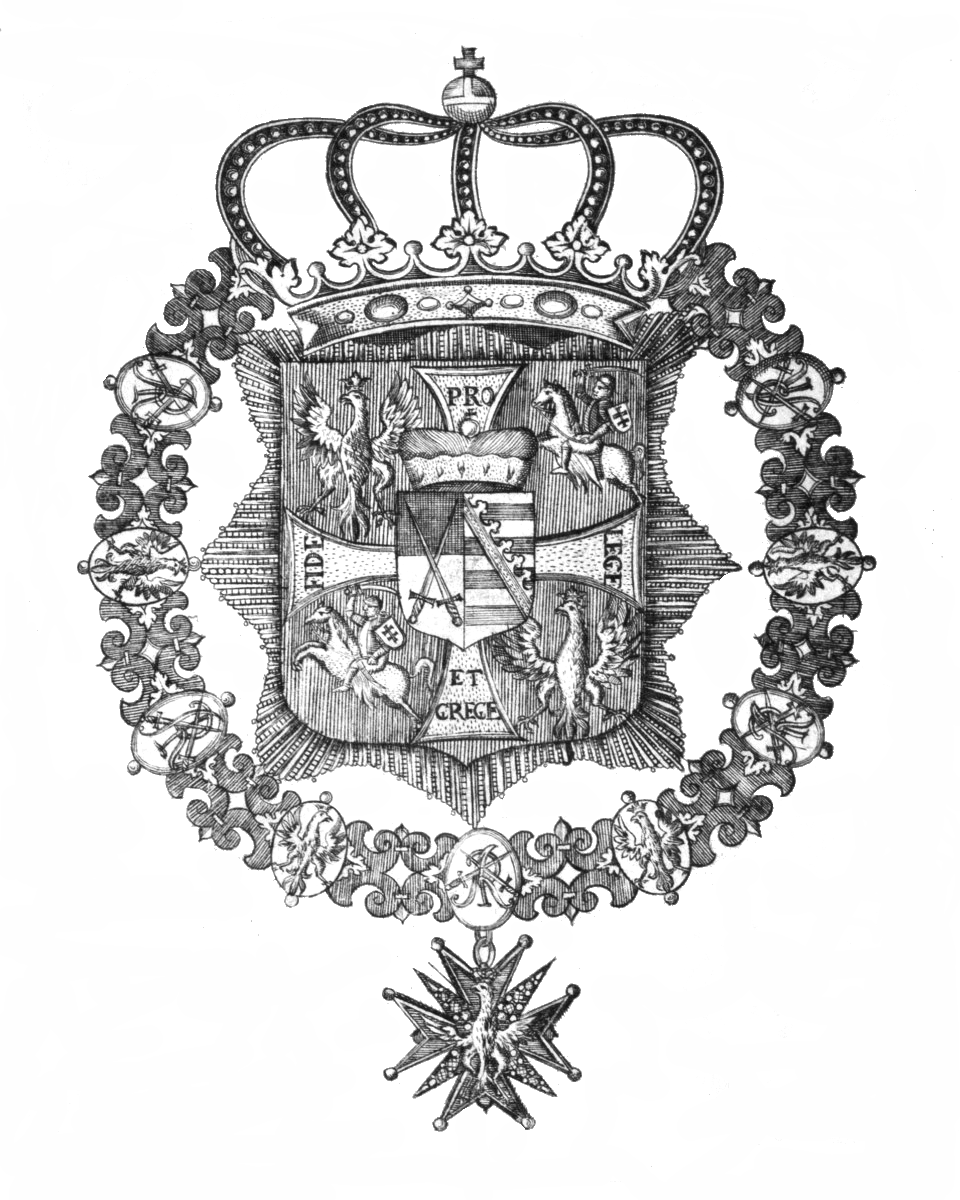
Gwiazda królewska Orderu Orła Białego Augusta II Mocnego

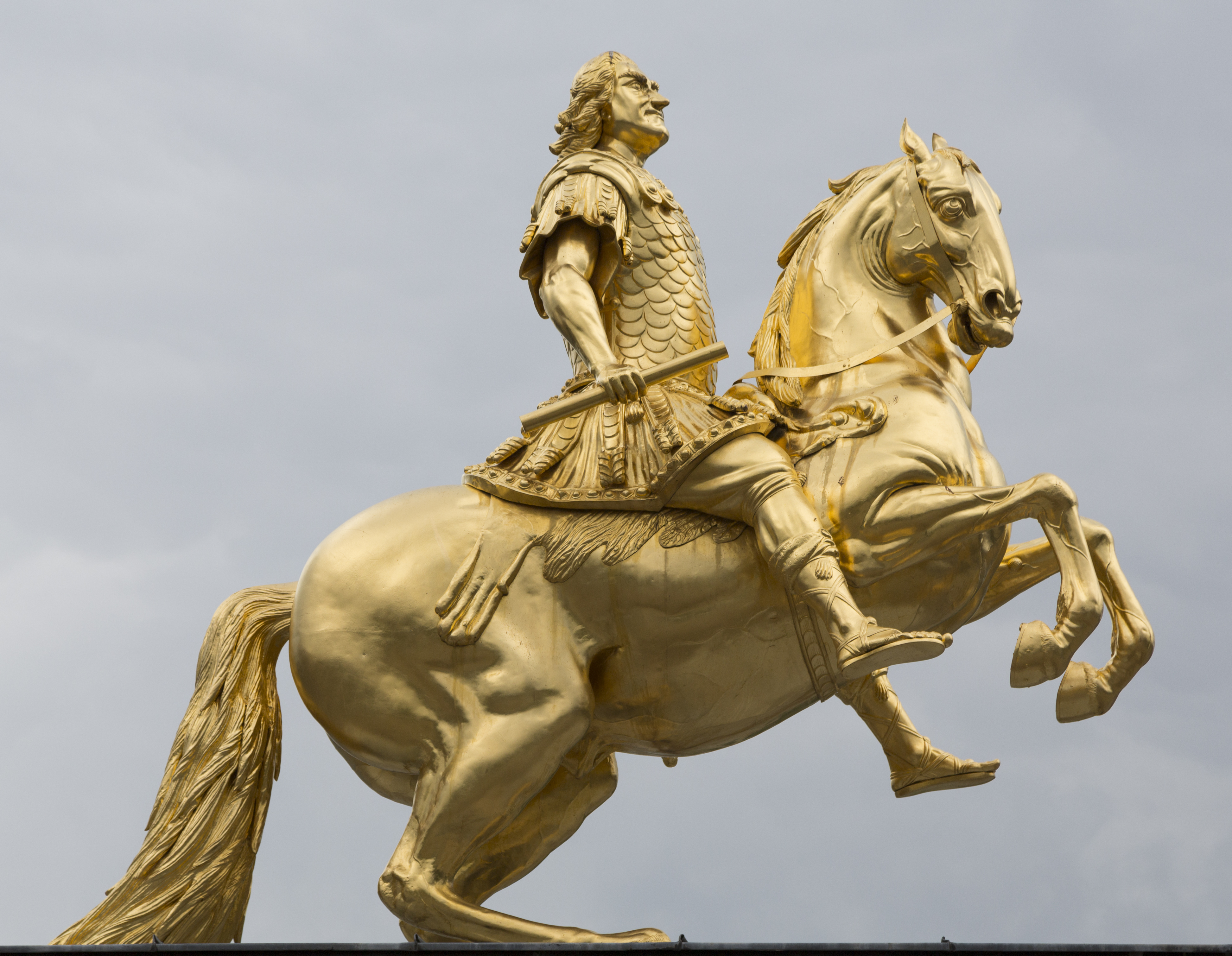
Pomnik konny Augusta II Mocnego w Dreźnie

Fundator i pierwszy Kawaler Orderu Orła Białego (1703).
Odznaczony brandenburskimi orderami Zgody i Szczerości, duńskim Orderem Słonia (1686), cesarskim Orderem Złotego Runa (1697), rosyjskimi orderami św. Andrzeja (1712) i św. Aleksandra Newskiego (1725) oraz pruskim Orderem Orła Czarnego (1728).
W 1736 odsłonięto w Dreźnie pomnik konny Augusta II Mocnego.

## Życie prywatne
- Żona Krystyna Eberhardyna (ur. 1671, zm. 1727) – córka Krystiana Ernesta, margrabiego Bayreuth; ślub odbył się w 1693
  - syn Fryderyk August II (ur. 1696) – elektor Saksonii i król Polski (jako August III)
- metresa Zofia Eleonora Klengel (ur. 1674, zm. 1755) – córka nauczyciela księcia Fryderyka Augusta
- metresa Maria Aurora von Königsmarck (ur. 1662, zm. 1728) – szwedzka arystokratka
  - syn Maurycy Saski (ur. 1696, zm. 1750) – marszałek Francji, pradziadek późniejszej pisarki George Sand
- metresa Anna Aloysia Esterle – Austriaczka, hrabina z domu Lamberg
  - syn NN Esterle (ur. 1698, zm. po 1698)
- metresa Turczynka Fatima (ur. ok. 1681, zm. po 1720) – późniejsza Maria Anna von Spiegel
  - syn Fryderyk August Rutowski (ur. 1702, zm. 1764) – feldmarszałek saski
  - córka Maria Aurora Katarzyna Rutowska (ur. 1706, zm. 1746)
- metresa Urszula Katarzyna Bokum (ur. 1680, zm. 1743) – żona wojewody krakowskiego Jerzego Dominika Lubomirskiego, potem księcia Ludwika Wirtemberskiego, od 1704 r. księżna cieszyńska (niem. Reichsfürstin von Teschen)
  - syn Jan Jerzy (ur. 1704, zm. 1774) – kawaler saski, gubernator Drezna.
- metresa Henrietta Rénard – gospodyni, córka francusko-polskiego handlarza winem
  - córka Anna Orzelska (ur. 1702, zm. 1769)
- metresa Anna Konstancja von Brockdorf „Cosel” (ur. 1680, zm. 1765) – żona saskiego ministra Adolfa von Hoym
  - martwy syn NN Cosel 1707–1707
  - córka Augusta Anna Konstancja Cosel (ur. 1708, zm. 1728) – zamężna Friesen
  - córka Fryderyka Aleksandra Cosel (ur. 1709, zm. 1784) – zamężna Moszyńska
  - syn Fryderyk August Cosel (ur. 1712, zm. 1770)
- metresa Angélique Debargues – francuska tancerka i aktorka
- metresa Marianna z Bielińskich Denhoffowa (ur. 1693, zm. 1730) – później Lubomirska
- metresa Erdmuta Zofia von Dieskau – poślubiła marszałka dworu Jana von Loss
- metresa Henrietta von Osterhausen – wstąpiła do zakonu urszulanek, potem poślubiła Stanisławskiego

## Genealogia
| Prapradziadkowie                                                   | elektor Saksonii Krystian I Wettyn (1560–1591) ∞1582 Zofia Hohenzollern (1568–1622)               | książę Prus Albrecht Fryderyk Hohenzollern (1553–1618) ∞1573 Maria Eleonora Kliwijska (1550–1608) | książę Prus Albrecht Fryderyk Hohenzollern (1553–1618) ∞1573 Maria Eleonora Kliwijska (1550–1608)       | elektor Brandenburgii Jan Jerzy Hohenzollern (1525–1598) ∞1577 Elżbieta von Anhalt-Zerbst (1563–1607)   | król Danii i Norwegii Fryderyk II Oldenburg (1534–1588) ∞1572 Zofia meklemburska (1557–1631)           | elektor Brandenburgii Joachim Fryderyk Hohenzollern (1546–1608) ∞1570 Katarzyna Hohenzollern (1549–1602) | książę Brunszwiku-Lüneburg Wilhelm Welf (1535–1592) ∞1561 Dorota Oldenburg (1546–1617)       | landgraf Hesji-Darmstadt Ludwik V Wierny (1577–1626) ∞1598 Magdalena Hohenzollern (1582–1616) |
| Pradziadkowie                                                      | elektor Saksonii Jan Jerzy I Wettyn (1585–1656) ∞1607 Magdalena Sybilla Hohenzollern (1586–1659)  | elektor Saksonii Jan Jerzy I Wettyn (1585–1656) ∞1607 Magdalena Sybilla Hohenzollern (1586–1659)  | Maria Hohenzollern (1579–1649) ∞1604 margrabia Brandenburgii-Bayreuth Krystian Hohenzollern (1581–1655) | Maria Hohenzollern (1579–1649) ∞1604 margrabia Brandenburgii-Bayreuth Krystian Hohenzollern (1581–1655) | król Danii i Norwegii Chrystian IV Oldenburg (1577–1648) ∞1597 Anna Katarzyna Hohenzollern (1575–1612) | król Danii i Norwegii Chrystian IV Oldenburg (1577–1648) ∞1597 Anna Katarzyna Hohenzollern (1575–1612)   | książę Brunszwiku-Lüneburg Jerzy Welf (1582–1641) ∞1617 Anna Eleonora Heska (1601–1659)      | książę Brunszwiku-Lüneburg Jerzy Welf (1582–1641) ∞1617 Anna Eleonora Heska (1601–1659)       |
| Dziadkowie                                                         | elektor Saksonii Jan Jerzy II Wettyn (1613–1680) ∞1638 Magdalena Sybilla Hohenzollern (1612–1687) | elektor Saksonii Jan Jerzy II Wettyn (1613–1680) ∞1638 Magdalena Sybilla Hohenzollern (1612–1687) | elektor Saksonii Jan Jerzy II Wettyn (1613–1680) ∞1638 Magdalena Sybilla Hohenzollern (1612–1687)       | elektor Saksonii Jan Jerzy II Wettyn (1613–1680) ∞1638 Magdalena Sybilla Hohenzollern (1612–1687)       | król Danii i Norwegii Fryderyk III Oldenburg (1609–1670) ∞1643 Zofia Amelia Welf (1628–1685)           | król Danii i Norwegii Fryderyk III Oldenburg (1609–1670) ∞1643 Zofia Amelia Welf (1628–1685)             | król Danii i Norwegii Fryderyk III Oldenburg (1609–1670) ∞1643 Zofia Amelia Welf (1628–1685) | król Danii i Norwegii Fryderyk III Oldenburg (1609–1670) ∞1643 Zofia Amelia Welf (1628–1685)  |
| Rodzice                                                            | elektor Saksonii Jan Jerzy III Wettyn (1647–1691) ∞1666 Anna Zofia Oldenburg (1647–1717)          | elektor Saksonii Jan Jerzy III Wettyn (1647–1691) ∞1666 Anna Zofia Oldenburg (1647–1717)          | elektor Saksonii Jan Jerzy III Wettyn (1647–1691) ∞1666 Anna Zofia Oldenburg (1647–1717)                | elektor Saksonii Jan Jerzy III Wettyn (1647–1691) ∞1666 Anna Zofia Oldenburg (1647–1717)                | elektor Saksonii Jan Jerzy III Wettyn (1647–1691) ∞1666 Anna Zofia Oldenburg (1647–1717)               | elektor Saksonii Jan Jerzy III Wettyn (1647–1691) ∞1666 Anna Zofia Oldenburg (1647–1717)                 | elektor Saksonii Jan Jerzy III Wettyn (1647–1691) ∞1666 Anna Zofia Oldenburg (1647–1717)     | elektor Saksonii Jan Jerzy III Wettyn (1647–1691) ∞1666 Anna Zofia Oldenburg (1647–1717)      |
| August II „Mocny” Wettyn (1670–1733) król Polski, elektor Saksonii |                                                                                                   |                                                                                                   | | | | |                                                                                              |                                                                                               |

## Odniesienia w kulturze
- W 1885 r. panowanie Augusta Mocnego opisał w powieści historycznej Za Sasów polski autor Józef Ignacy Kraszewski[41] . Książka została wydana w 1889 r. po śmierci autora.
- W 1968 r. powstał film Hrabina Cosel w reżyserii Jerzego Antczaka. W roli Augusta wystąpił Mariusz Dmochowski.